# Mishpacha
Mishpacha (en hebreo: משפחה) (en español: La Familia) es una revista semanal judía ultraortodoxa publicada en Jerusalén (Israel). La publicación fue fundada en 1987. La revista refleja las diversas opiniones de la población jaredí ultraortodoxa de Israel y del resto del Mundo. También existe una edición en inglés, la edición en hebreo y en inglés difieren en contenido y en estilo. La revista es propiedad de Eliyahu Paley, quien cuenta con el respaldo de un grupo de inversores, en su mayoría judíos no-ortodoxos.